# Herbier Farlow

Le bâtiment accueillant le Farlow Herbarium

L'herbier Farlow de botanique cryptogamique est un herbier et une bibliothèque de l'université Harvard qui détient environ 1 400 000 spécimens, dont environ 75 000 types de lichens, de champignons, de bryophytes, de diatomées et d'algues. Sa création trouve son origine dans le legs par William Gilson Farlow en 1919 de son herbier personnel et de sa bibliothèque à l'université. L'herbier s'est ensuite développé grâce aux legs de Roland Thaxter et aux spécimens, manuscrits, correspondance, illustrations et notes de terrain d'autres chercheurs tels que Edwin Bunting Bartram (en), Edward Angus Burt, William H. Weston Jr. (en), David H. Linder (en) et Ivan Mackenzie Lamb, qui en fut le directeur de 1953 à 1972.
Son code dans l'Index Herbariorum est « FH ». Une revue associée à l'herbier, Farlowia, est publiée de 1943 à 1955.